# Linha Serpukhovsko-Timiriasevskaia (metro de Moscovo)

Linha Serpukhovsko-Timiriasevskaia

A linha Serpukhovsko-Timiriasevskaia (em russo:  Серпуховско-Тимирязевская), por vezes referida como linha 9, é uma das linhas do metro de Moscovo, na Rússia.
Foi inaugurada em 8 de novembro de 1983 (41 anos) e circula entre as estações de Altufievo e Bulhvar Dmitria Donskogo. Tem ao todo 25 estações.